# アニソン★カフェ ゆめが丘
『アニソン★カフェ ゆめが丘』（あにそんかふぇ ゆめがおか）は、tvk他で2009年1月から同年9月まで放送していた声優に関するバラエティ番組。

## 概要
「声優による声優だけの、ちょっと変わった声優バラエティ番組」をコンセプトにしていた。毎回声優を1人ゲストに招き、トークを中心に様々なコーナーを織り交ぜて進行していた。
番組内で表示されるコメントには、内容に応じてマスターやアルバイトをイメージしたイラストも併記されていた。
番組終了後は、アミューズメントメディア総合学院とプロダクション・エースによるAMGホールでの声優バラエティイベント「アニ★ゆめ」が第二期の位置づけで開催され、その後2014年夏から参加型声優応援シミュレーション企画「アニ☆ゆめ project」となり2022年まで存続した。

## 出演者
- メイン司会
  - 羽多野渉（マスター）
- アルバイト
  - 伊東久美子（バイトチーフ）
  - 辻岡紗那香
  - 西明日香
  - 堀中優希
  - 米澤円
  - 野水伊織
  - 吉崎亮太
  - 野町祐太
  - 藏合紗恵子（#9 - バイトで本放送に出ている。）
  - 竹内慎一（幽霊アルバイト/アニメ名セリフ BEST5コーナー専属）（#22 バイト初出勤で本放送に出た。）
  - 小林元子（ダンスで解決! おしえてメイド先生!!コーナー専属）（#22 バイト初出勤で本放送に出た。）
- ナレーション
  - 藏合紗恵子（#1 - #4）
  - 亀中理恵子（#5 - #6）
  - 佐藤昌子（#7 - #16 ）
  - 金子理沙（#17 - #23）
  - 丸古彩（#24 - )
- その他
  - J・H・マイヤー（専属占い師）

## コーナー

### 標準
基本的に同ゲストの登場回は2週に分けて放送されたため、以下のコーナーの内、1回の放送で行われるのはおよそ半分だった（おおむね隔週に1回は行われた）。
タイトル
| 放送回                      | |
| --------------------------- | --- |
| #1､#2､#3､#4､#5              | 声優（SEIYU）による!!声優（SEIYU）だけのちょっと変わったアニソン☆カフェ 始まるよ!!                           |
| #6                          | 声優（SEIYU）による!!声優（SEIYU）だけのちょっと変わったアニソン☆カフェ 始まるよ!!（OPEN!!）                 |
| #7                          | 声優（SEIYU）による!!声優（SEIYU）だけのちょっと変わったアニソン☆カフェ 始まるよ!!（今週も始まりましたよ!!） |
| #8､#9                       | 声優（SEIYU）による!!声優（SEIYU）だけのちょっと変わったアニソン☆カフェ 始まるよ!!（本日もOPEN!!）           |
| #10､#11､#12､#13､#14､#15､#16 | 声優（SEIYU）による!!声優（SEIYU）だけのちょっと変わったアニソン☆カフェ 始まるよ!!（本日もOPENっす!!）       |
| #17                         | 今夜のアニゆめは!?（大変ですご主人様!!）                                                                     |
| #18                         | 今夜のアニゆめは!?（お兄ちゃん始まるよ!!）                                                                   |
| #19                         | 今夜のアニゆめは!?（別に見なくていいんだからね!!）                                                           |
| #20                         | 今夜のアニゆめは!?（み、見ちゃだめ〜!!）                                                                     |
| #20                         | 今夜のアニゆめは!?（今夜のアニゆめは〜!!）                                                                   |
| #21                         | 今夜のアニゆめは!?（最後までみとってね〜!!）                                                                 |
| #22                         | 今夜のアニゆめは!?                                                                                           |
| #22                         | 今夜のアニゆめは!?（お主、見るのじゃ!!）                                                                     |
| #24                         | 今夜のアニゆめは!?（目をそらしちゃダメ〜!!）                                                                 |
| #25                         | 今夜のアニゆめは!?（に、逃げちゃダメだ!!）                                                                   |
| #26                         | 今夜のアニゆめは!?（や、ヤバイっス!!）                                                                       |
| #27                         | 今夜のアニゆめは!?（カネトモ警報!!）                                                                         |
| #28                         | 今夜のアニゆめは!?（う〜!!）                                                                                 |
| #29                         | 今夜のアニゆめは!?                                                                                           |
| #30                         | 今夜のアニゆめは!?（ゴメ〜ン待った?）                                                                        |
| #31                         | 今夜のアニゆめは!?（ほら〜始りまっせー!!）                                                                   |
| #32                         | 今夜のアニゆめは!?（さーあにゆめ始まるざます!!）                                                             |
| #33                         | 今夜のアニゆめは!?（アニゆめも政権交代!?）                                                                   |
| #34                         | 今夜のアニゆめは!?（あ、アニゆめビーム!!）                                                                   |
| #35                         | 今夜のアニゆめは!?（も〜っアニゆめさんのエッチ!!）                                                           |
| #36                         | |

本日のメニューは…

前枠

| 放送回 | コーナータイトル               | 出演者                                                                | 題名                                                                   |
| ------ | ------------------------------ | --------------------------------------------------------------------- | ---------------------------------------------------------------------- |
| #7     |                                | 野町裕太､堀中優希､辻岡紗那香､野水伊織､米澤円                          |                                                                        |
| #9     | 爆笑!あらびき アニゆめショー!! | セカンドキッス（伊東久美子､辻岡紗那香）                               | ショートコント「新人声優のアフレコ現場」                               |
| #11    | 爆笑!あらびき アニゆめショー!! | まよこ90°（吉崎亮太､堀中優希､西明日香）                               | ショートコント「オーディション」                                       |
| #13    | 爆笑!アニゆめショー!           | W野野（野町祐太、野水伊織）                                           | ロボットメイド                                                         |
| #17    |                                | 羽多野渉､藏合紗恵子､野町祐太､吉崎亮太                                 |                                                                        |
| #30    |                                | 羽多野渉、伊東久美子、山本彩乃                                        | バイト面接!!                                                           |
| #32    |                                | 羽多野渉                                                              | 1人コント                                                              |
| #33    |                                | 羽多野渉、水島大宙、（野町）、（吉崎）、（伊東）＜3回に分けて完結!!＞ | 禁断の関係に!?（途中とエンディング後にも同じシチュレーションが入る。） |

お給仕
ティーはカフェマスターの羽多野渉が毎回作っていた。コーヒーや紅茶などが出された。飲んだ後のリアクションが指定されており、ゲストはそれを実行する事になっていた（「ヘリウムガスを吸った後のような声になる」など）。
| 放送回 | 担当 | 飲み物                     | 備考                                         |
| ------ | ---- | -------------------------- | -------------------------------------------- |
| #1     | 伊東 | ゆめが丘ミルクティー       | 感想：普通のミルクティー                     |
| #3     | 堀中 | ゆめゆめミルクティー       | 感想：気持変わった味がする                   |
| #7     | 辻岡 | マジカル・ストレートティー |                                              |
| #9     | 吉崎 | ゆめが丘コーヒー           | ルパン三世のモノマネ                         |
| #11    | 西   | ゆめが丘ブレンドティー     | 駅員さんのモノマネ                           |
| #13    | 藏合 | ゆめが丘ダージリン         | 万引きをして捕まった主婦                     |
| #15    | 野水 | ゆめが丘コーヒー           | ツンデレの女の子                             |
| #17    | 野町 | ゆめが丘ブレンド           | マスターを褒めたくなる                       |
| #19    | 辻岡 | ゆめが丘キリマンジャロ     | 大泉洋の声が出る                             |
| #24    | 堀中 | ゆめが丘アイスティー       | どこか冷たい美人先生キャラ                   |
| #28    | 西   |                            | いつコーヒーくれるのかって岩田に突っ込まれた |
| #32    | 藏合 | アイスコーヒー             | 飲み干しておかわり                           |
| #33    | 辻岡 | （美味しいお茶）           | 土井先生                                     |

なんでもアニソンインタビュー
アルバイトから、ゲストに直接インタビューをする。質問はアニメソングの替え歌で披露する（曲は質問の内容に即しているとは限らない）。
| 放送回 | 質問者              |
| ------ | ------------------- |
| #1     | 伊東→堀中→堀中      |
| #3     | 伊東→辻岡→吉崎      |
| #7     | 米澤→野水→辻岡→野町 |
| #9     | 藏合→伊東→辻岡→野水 |
| #11    | 吉崎→辻岡→堀中→野町 |
| #13    | 辻岡→堀中→羽多野    |
| #15    | 伊東→堀中→野町→西   |

本日のお客様○○○○○さんに質問

| 放送回 | 質問者           |
| ------ | ---------------- |
| #17    | 羽多野→吉崎→野町 |
| #18    | 藏合             |
| #19    | 野水→西          |
| #20    | 伊東→堀中→吉崎   |
| #21    | 野水→野町        |
| #22    | 堀中→西          |

ひと言シアター
ある与えられたシチュエーションの設定下で、カフェマスターやアルバイトのうち1人が即興の寸劇を披露する。
飲みたくなければ考えろ!「アニメなぞなぞ!!」
マスターがアニメに関するなぞなぞを数問出題し、ゲストやアルバイトが回答する。回答には早押しボタンではなくリコーダーを使用し、決められたアニソンの一部分を吹奏しなければならない。正解数が1番少なかった人（複数人の場合もある）は、罰ゲームとして不味いドリンク（「サウザンド・ブリ・ティー」等）を飲まなければならない。ドリンクは度々変わった。
| 放送回 | 回答ソング                | 罰ゲーム飲み物                               | 罰ゲーム者 |
| ------ | ------------------------- | -------------------------------------------- | ---------- |
| #2     | 魔訶不思議アドベンチャー! | とっても苦〜い「サウザンド・ブリ・ティー」   | 伊東、辻岡 |
| #4     | 崖の上のポニョ            | とっても苦〜い「サウザンド・ブリ・ティー」   | 加藤英美里 |
| #6     | エレクトリカルパレード    | とっても甘〜い「モア・モア・スウィーティー」 | 堀中       |
| #10    | おどるポンポコリン        | とっても辛〜い「ファイヤー・イヤー・ティー」 | 野水、藏合 |

燃えるタイマン!!アニゆめ道場破り
アニメに関する問題を先に3問正解した人の勝ち
飲みたくなければ考えろ!「アニメなぞなぞ!!」に近い企画だった。
| 放送回 | VS                                                           | 回答ソング         | 罰ゲーム飲み物                               | 罰ゲーム者         |
| ------ | ------------------------------------------------------------ | ------------------ | -------------------------------------------- | ------------------ |
| #8     | カフェスタッフ選抜チーム（伊東→堀中→野水→辻岡→藏合）VS野中藍 | CHA-LA HEAD-CHA-LA | とっても辛〜い「ファイヤー・イヤー・ティー」 | カフェスタッフ全員 |

アドリブ・アフレコ・シアター
あらかじめ用意された台本をマスターとゲストとアルバイト店員が読み、ところどころ穴開きとなっているセリフをアドリブで埋めつつ演じていく。最初に台本のジャンルが複数提示され、ゲストが選択する。選択前にわかるのはジャンルのみなので、ゲストが男性でも女性役になる事があった。
| 放送回 | 台本名                        |
| ------ | ----------------------------- |
| #12    | 「不倫」〜ホテルのバーにて…〜 |
| #16    | 「アメリカンドラマ」          |

アニゆめ実話ラブストーリー
アルバイト店員の恋愛の思い出を朗読するコーナー。#17から開始された。tvkでの放送終了後、公式サイトの「Special」コンテンツ内でコーナーの音声が配信された。演技力・萌え度・将来性を5段階で評価するフォームと感想欄が用意されており、投票することができた。なお、最新の「アニゆめ実話ラブストーリー」は、tvk放送終了後の3:00 - 6:00の間に更新されていた。テーマは「はつ恋」だった。
| 放送回 | 主人公 | 題名                                   | 備考                     |
| ------ | ------ | -------------------------------------- | ------------------------ |
| #17    | 野水   | I LOVE YOU だけどサヨウナラ            |                          |
| #18    | 堀中   | 卓球部の彼と交わした藍のメール・ラリー |                          |
| #19    | 藏合   | 私も好きた。付き合おう                 |                          |
| #20    | 辻岡   | 7つ上の彼はミュージシャン              |                          |
| #21    | 伊東   | 素直になれなくて…夏                    |                          |
| #24    | 吉崎   | ボクの彼女は文学少女                   | 堀中が相手役として出演。 |

なんでもかんでもお見通し!「ゆめが丘・勝手に占い!!」（#2､#4､#6､#8､#10､#12､#16）
占い師のJ・H・マイヤーを招き、ゲストにさまざまな占いを提供する。コーナー開始直後からしばらくの間はゲストから質問できるが、一定時間が過ぎると警報が鳴り、ゲストは「しゃべっちゃダメマスク」を付けられ、一切しゃべってはいけなくなる。この間には、アルバイトが好き勝手に質問をすることができる。本題に入るのが遅いと、ゲストが1つも質問できずにマスクを付けられてしまう場合もある。#16では2つめの質問をした直後に時間切れになったので、アルバイトが勝手な質問をする形式ではなく、占い結果をアルバイトが予想するクイズが開かれた。
アニメ名セリフ BEST5（#6､#9､#10､#13､#15､#18､#19､#22､#25､#26､#33）
幽霊アルバイトの竹内が登場し、あるテーマに沿ったアニメのセリフのランキングを自前のイラストと共に好き勝手に披露する。他のコーナーとは別の場所で撮影されており、他の出演者は登場しないが、ナレーターのツッコミが入る。
（#22）よりプチリニューアルされ、あるテーマに沿ったランキングとなった。
| 放送回 | テーマ                             |
| ------ | ---------------------------------- |
| #22    | 女性が似合いそうな男性キャラクター |
| #25    | 叱られたいキャラ                   |
| #26    | ケンカしたくないキャラクター       |

ダンスで解決! おしえてメイド先生!!
小林元子が視聴者からの悩みの相談に答えるコーナー。相談に答えた後、小林がアニソンに合わせて番組オリジナル振り付けのダンスを踊る。公園などの屋外で撮影されており、場所は毎回変わった。基本的に「アニメ名セリフ BEST5」と同じく、他の出演者は登場しなかった（#20では特別講師に野水伊織が登場した）。また、通行人が映る事もあった（おそらく、たまたま通りかかった一般人）。
ダンスシーンは未編集で撮影しているために、毎回踊り終わった後は息が上がっていた。#16放送回からは編集が入るようになったのでダンス中に背景（撮影場所）が変わるなどの演出もあり、ダンス後に息が上がることもなかったが、後日の回ではまた息が上がるようになった。
（#27では室内収録で、後ろにはギャラリー（アミューズメントメディアの練習生？）がいた。
| 放送回 | ダンス曲                                                                       | 備考                                                           |
| ------ | ------------------------------------------------------------------------------ | -------------------------------------------------------------- |
| #7     | 「アキカン!」 ♪ミラクル♥プランができちゃった!                                  |                                                                |
| #8     | 「まりあ†ほりっく」 ♪HANAJI                                                    |                                                                |
| #11    | 「みなみけおかえり」 ♪経験値速上々↑↑                                           |                                                                |
| #12    | 「ドルアーガの塔」 ♪Questions?                                                 |                                                                |
| #14    | 「とらドラ!」 ♪プレパレード                                                    |                                                                |
| #16    | 「魔法先生ネギま!」 ♪ハッピー☆マテリアル                                       |                                                                |
| #17    | 「ストライクウィッチーズ」 ♪STRIKE WITCHES 〜わたしにできること〜              |                                                                |
| #20    | 「けいおん!」 ♪Cagayake!GIRLS                                                  | 特別講師に野水が登場。                                         |
| #21    | 「咲-Saki-」 ♪Glossy:MMM                                                       |                                                                |
| #27    | 「鋼殻のレギオス」 ♪Brave your truth                                           | 後ろにはギャラリー（アミューズメントメディアの練習生？）が登場 |
| #28    | 「マクロスF」 ♪星間飛行                                                        |                                                                |
| #30    | 「新世紀エヴァンゲリオン劇場版 シト新生」 ♪魂のルフラン                        | 撮影場所：あらかわ遊園                                         |
| #32    | 「涼宮ハルヒの憂鬱」 ♪Super Driver                                             | 撮影場所：あらかわ遊園                                         |
| #34    | 「アニソン★カフェゆめが丘」テーマソング ♪ヒ・ミ・ツの☆にゅ〜すっ!（Remix ver） | 撮影場所：海ほたるパーキングエリア                             |
| #35    | 「CLANNAD AFTERSTORY」オープニング ♪時を刻む唄                                 | 撮影場所：海ほたるパーキングエリア                             |

裏 アニソン★カフェ ゆめが丘
毎回エンディングの前後に放送されるその回の裏話を中心としたトークコーナー。マスターやアルバイトは前述のイラストで登場した。背景は実写。角川提供のアニメの宣伝ネタを交えることがあった。
| 放送回 | 出演者               | 備考 |
| ------ | -------------------- | --- |
| #6     | 堀中、米澤           | 「空を見上げる少女の瞳に映る世界」tvkにて毎週金曜日深夜3時15分〜放送中!!                                         |
| #7     | 野水、辻岡           | 2月27日（金）発売!! 角川アニメライブラリーBOXシリーズ                                                            |
| #8     | 野水、堀中           | 角川アニメライブラリーBOXシリーズ 絶賛発売中!!                                                                   |
| #9     | 藏合、野町           | 角川アニメライブラリーBOXシリーズ 絶賛発売中!!                                                                   |
| #10    | 野水、吉崎           | （YUMENET YUMEGAOKA）空を見上げる少女の瞳に映る世界DVD 第1巻 3.27 ON DSLE!! TEL:045-0000-0000                    |
| #11    | 羽多野、堀中         | 角川アニメライブラリーBOXシリーズ「ムシウタ」DVD-BOX 3月27日発売!!                                               |
| #12    | 伊東、辻岡           | 角川アニメライブラリーBOXシリーズ「ご愁傷さま二ノ宮くん絶賛発売中!!                                              |
| #13    | 羽多野、野水         | モノマネ |
| #14    | 西、伊東             | ダイエット話 |
| #15    | 羽多野、辻岡         | キャラディのジョークな毎日 tvk他 東・名・阪ネット6局+BIGLOBEストリーム 4月1日より365日 毎日 新作を放送・配信中!! |
| #16    | 吉崎、伊東           | 劇場版 天元突破グレンラガン 螺厳編池袋シネマシャイン他にて大ヒット上映中!!                                       |
| #17    | 堀中、野町           | 「涼宮ハルヒちゃんの憂鬱」&「にょろーん ちゅるやさん」 DVD最初（第一巻）5月29日発売!                             |
| #18    | 藏合、西、（白石稔） | 「涼宮ハルヒちゃんの憂鬱」&「にょろーん ちゅるやさん」 DVD最初（第一巻）5月29日発売!                             |
| #19    | 羽多野、野水         | tvkアニメまつり2009 日時：6月27日（土） 場所：日本青年館大ホール                                                 |
| #20    | 西、吉崎             | シャングリ・ラDVD第1巻 7月24日（金）発売!!                                                                       |
| #21    | 小林、伊東           | 出張版!伊東におしえてメイド先生!!                                                                                |
| #22    | 藏合、竹内           | 出張版! アニソンカカフェゆめが丘 竹内真一の惚れてまうやろベスト3                                                 |
| #24    | 堀中、吉崎           | 涼宮ハルヒちゃんの憂鬱&にょろーん☆ちゅるやさんDVD最後（第三巻）7月31日発売!                                      |
| #25    | 藏合、伊東           | 「新劇場版ケロロ軍曹 撃侵ドラゴンウォーリアーズであります!」 7月24日発売!!                                       |
| #26    | 野水、野町           | 「シャングリ・ラ」DVD1巻 7月24日(金)発売!!                                                                       |
| #27    | 羽多野、辻岡         | 「羽多野の評判はどう?」                                                                                          |
| #28    | 羽多野、西           | 「涼宮ハルヒの憂鬱4 笹の葉ラプソディ」第1巻 8月28日(金)発売予定!!                                                |
| #29    | 伊東、野水           | 伊東VS野水 |
| #31    | 吉崎、藏合           | 吉崎VS藏合 |
| #32    | 羽多野、米澤         | 劇場版 天上人とアクト人最後の戦いDVD限定版 8月28日(金)発売!!                                                     |
| #33    | 伊東、吉崎           | キャラディのジョークな毎日Vol.1 9月18日発売!!                                                                    |
| #34    | 堀中、辻岡           | 涼宮ハルヒの憂鬱5.142857 9月25日(金)発売!!                                                                       |
| #35    | 野水、西             | 野水と西野ブログを紹介                                                                                           |

一曲
ゲストの発売中の曲の本人による生歌かPVが流れる。
| 放送回 | タイトル                     | 備考                                          |
| ------ | ---------------------------- | --------------------------------------------- |
| #2     | EVERY                        |                                               |
| #6     | MARCHING MONSTER             | 新谷良子5thアルバム                           |
| #9     | 透明な桜                     | 連続CDリリース第10弾シングル                  |
| #13    | Sweet Sunny Day              | 野中藍 4th Albumサプリメント                  |
| #14    | Sweet Sunny Day              | 野中藍 4th Albumサプリメント                  |
| #15    | 孤高のプライド               | 家庭教師ヒットマンREBORN!キャラクターシングル |
| #17    | Heart shaped killing emotion | 斉賀みつき feet.JUST 3rd.maxi single          |
| #18    | 千の夜とひとつの朝           | 斉賀みつき feet.JUST 3rd.maxi single          |
| #19    | 俺の忘れ物                   | 白石稔                                        |
| #21    | マジンガーZ                  | 水木一郎                                      |
| #21    | 鋼鉄ジーグのうた             | 水木一郎                                      |
| #21    | コン・バトラーVのテーマ      | 水木一郎                                      |
| #24    | HANAJI                       | 『まりあ†ほりっく』オープニングテーマ         |
| #31    | 乙女スクープ!                | 『ヒャッコよろずや事件簿!』キャラクターソング |
| #32    | ヒ・ミ・ツの☆にゅ〜すっ!     | 『アニソン★カフェゆめが丘]』テーマソング      |

アニゆめPick UP!!

| 放送回 | タイトル/アーティスト                 | 備考                                       |
| ------ | ------------------------------------- | ------------------------------------------ |
| #17    | 侍戦隊シンケンジャー/サイキックラバー | 『侍戦隊シンケンジャー』オープニングテーマ |
| #29    | Dragon Soul/Dragon Soul               | 『ドラゴンボール改』オープニングテーマ     |

次回のアニゆめは…（#17 - ）
エンディング時に次回予告が入る。
また来週
その回で印象的だったシーンが数秒流れた。

### 単独
全員でチアリーディング（#1）
高橋美佳子に教えてもらう
羽多野!羽多野!VICTRY
お互いの似顔絵を描く（#1）
羽多野と高橋美佳子が書いた。
羽多野は店を消すような下手な絵を描いた。
萌え萌え紙芝居（#4）
当店名物になる予定だった。
内容は「桃太郎」だった。
配役は桃太郎：加藤英美里/鬼､ナレーション：羽多野/お爺さん：辻岡/お婆さん：堀中優/犬：西/猿：吉崎/キジ：伊東
野中さんのためにキャッチコピーを考えました!（#13）
最優秀賞：伊東
NG賞（罰ゲーム）：野町（変顔大公開!!）
アニゆめマスター洗奪!!　純情乙女が類を染める言葉対決!!（#14）
近藤隆VS羽多野
マスターからの質問（#17）

斉賀VS羽多野 真面目人間度チェック!!（#17）
真面目さを測る7つの問題を○×の札で答える
斉賀：○4個
羽多野：○5個（勝者）
女性メンバーが眼鏡っ娘に変身!　白石欄に烈烈アピールタイム!!（#19）
白石稔が選ぶ図書館デートしたい人は？
選ばれたのは堀中
念願のタライ落としに挑戦!!（#20）
白石稔が一度やってみたいってことでタライマシーン（野水マシーン＜手動＞）が登場!!
水木流アニソン奥儀を語る!!〜魂のZ講座〜（#21）
最後に全員で「アニゆめZ」
水木一郎withアニゆめ　夢のコラボ企画〜水木魂　伝承者オーディション!!〜（#22､#23）
水木一郎とデュエットを賭けたガチンコオーディション
先行課題　特異なアニソン　審査基準：自分燃え尽き度
第一次選考者：野町、伊東、野水、西
合格者にはおでこに（Z）シールが貼られた。
第二次先行者（最終審査結果）：野町
水木一郎withアニゆめ（野町）で歌った歌は「バビル2世」

#22最後に全員で「マジンガーZ」を熱唱。
クイズ！小林ゆう〜!!（#24）
小林ゆうに関するクイズにカフェスタッフが答える。
正解者のご褒美は小林ゆうが褒めてくれる。
正解者：野町（1問目）、西（2問目）、正解者なし（小林ゆうが正解を知らなかったから。）（3問目）、藏合（4問目）
小林ゆう ジェスチャーゲーム!!（#25）
小林ゆうが何のジェスチャーをしているか当てる。
一番正解が多かった人には小林ゆうから熱いエールが送られる。
ジェスチャーゲームをやったことがないと小林ゆう自ら発言した。
ジェスチャーゲームのルールを無視して「何かやりたい人は参加して」と小林ゆうが言った。
お題は「（初級編）将棋」、「（中級編）フィギュアスケート」、「（上級編）宇宙人」があったがアニゆめメンバーにしては意味が不明なジェスチャーだった。
得点の付け方も小林ゆうが決めた、得点制となったが何で得点がもらえるかは解らない。
「みんな分かったって顔されているので全員正解」と答えも正解していないのに行っていた。
中級編から参加型となりジェスチャーゲームなのに何が何か分からなくなった。
1問正解した藏合が優勝となった。
最後まで意味不明だった。
金田朋子の心のポエム（#26､#27）
金田朋子が描きためた「心のポエム」を披露。
（#26）「カネトモ負けず」、「もしもし金田カネトモよ」
（#27）「カネダの野望」、「おサルだもの」
カネトモ検証（#26）
その1．ヘリウムガスを吸っても声が変わらないのは本当!?
検証結果：変わらない
その2.金田朋子は本当に「ガヤ」ができないのか!?
検証結果：目立つ
もしも金田朋子が○○だったら？（#26）
アフレコ台本に挑戦
「力士」だったら…、「白バイ警官」だったら…、「片平なぎさ」だったら…
アドリブが多く、自由だった。
歴史に残る 深イイ言葉（#27）
金田朋子にお題を出し3秒で明言を生み出す。
テキトーだった。
新婚サルいらっしゃい!（#27）
声優業界初のサルコント。
出演：羽多野、野水
新婚サル：（遠田トモン子役）金田朋子、（遠田モン太役）吉崎
金田はサルにはまった。
岩田の果てまでイッてクゥ〜ッ!!（#28、#29）
岩田の様々な仰天疑惑に迫る。
疑惑が晴れたご褒美（大好物）がもらえる。
岩田光男PRESENTS 洗濯物干し方講座!!（#29）
用意した洗濯物を使ってごだわりの干し方をレッスン。
自分で洗濯物をしたことのない堀中も出演。
アニソン★カフェゆめが丘 新人研修!!（#30、#31）
山本彩乃の新人研修。
研修には4つのプログラムがある。
1.小芝居アテレコ
目の前で実際に演技をしている人に合わせてアテレコを行う。
出演：野町、野水、猫（ぬいぐるみ）
アテレコ役：（猫）堀中、（男性）吉崎、（女性）伊東
アテレコ役：（猫）西、（男性）羽多野、（女性）山本彩乃
2.アニメ現場レポート
アニメの世界に行ったつもりでその状況を想像しながらレポートを行う。
出演：羽多野→辻岡→山本彩乃
3.グラビアポージング
グラビアの仕事が来たときにカメラマンの要求に応えられるようポージングを行う。
出演：羽多野→野水→堀中、西→辻岡、藏合→山本彩乃
4.アニソン前口上
音楽番組のMCになった時のために「前口上」に挑戦。
（歌）伊東、（前口上）羽多野→（歌）吉崎、（前口上）野水→（歌）藏合、（前口上）野町→（歌）羽多野、（前口上）山本彩乃
し、新人の水島大宙です。よろしくおねがいします!（#32､#33）
デビュー当時等を語る。
悪役ひと言シアター（#32）
悪役らしいセリフを披露!!悪役BOXから紙を引いて指定された言葉を言う。
マスター→水島大宙→伊東→野町
せいゆうだって波乱万丈〜関俊彦編〜（#34、#35）
その壱.学生時代編!（伊東）「気になる隊」
実際の学生時代の写真が公開される。
その弐.声優デビュー編!（吉崎）
その参.声優苦労話編!（野水）
その四.声優新境地編!（藏合）

### 放送36回
開催場所：AMGホール

#### 内容
アニゆめプレイバックメモリアルベスト10
みんなの思い出がランキング形式で放送された。
トップ10の中に入らなかった人は素敵なペナルティー。
10位：サルコント（吉崎）

9位：私がメイド服を着るなんて!（伊東）
放送開始時よりスカートの丈を自ら短くしていたことが明かされた。
8位：慣れない衣装。1日限り私もメイド服（藏合）
tvkアニメ祭りにて1日だけメイド服を着ていた。
出演時にツルッと滑ったことが明らかになったがほかのメンバーは知らなかった。
7位：お味はいかがですか?土井先生!（辻岡）

6位：主婦のような岩田さん（西）
岩田さんの始まる前のことが明かされた。ちなみに岩田は下ネタ好きである。
5位：ゲストの方とのトーク（堀中）
「うんこと一緒!」は女の子が発してはならない言葉ということで堀中が羽多野に言わせた。
4位：スタッフさんの心遣いに涙…（竹内）
何か話をしたのだが放送ではカットされた。
3位：ロケ地にびっくりなのだ！（小林）
ロケ場所は当日に行ってここでって教えられていた。
2位：水木魂を継承させてもらった（野町）
Z魂シールにサインをしてもらっていた。
1位：実はあの時38度の熱がありました。（羽多野）
メンバーは知らなかった。　帰りの車の運転は制作会社の社長だった。
アニゆめで思い出を作ろう!竹内君とアフレコラブストーリー
用意されたアフレコ台本で竹内君と濃厚な恋物語を演じるものであった。野水にドッキリが用意されていたがドッキリを仕掛ける側の竹内がドッキリを受けたようになっていた。
ちなみに36＝サロー＝去ろうは三日三晩作家が寝ずに考えたダジャレだった。
ここで飽きたかになったのは突然の撤収だった。メンバーは驚くばかりであった。
竹内は羽多野に会場の片付けと占めのひと言をお願いした。しかし最後までグダグダだった。
エンディングはメンバーの羽多野に対するコメントが放送され、最後には羽多野のコメントも放送された。
最後に羽多野の「愛してる」で締められた。
頭と終わりは羽多野が夢を見ているようなつくりになっており、最後はマスターの服を畳んで机の上において終わった。

## ゲスト
ゲストは基本的に2週連続で出演する。#21-#23は特別に3週連続の出演となった。
| 放送回 | 放送日（tvk） | 放送日（KBS） | 放送日（BS11）  | ゲスト                       | 備考                                                              |
| ------ | ------------- | ------------- | --------------- | ---------------------------- | ----------------------------------------------------------------- |
| #1     | 1月14日       | 2月1日        | 3月13日         | 高橋美佳子                   | ラジオパーソナリティー、歌手としても大活躍中!                     |
| #2     | 1月21日       | 2月8日        | 3月20日         | 高橋美佳子                   |                                                                   |
| #3     | 1月28日       | 2月15日       | 放送なし        | 加藤英美里                   | 「第2回声優アワード」新人女優賞・歌唱賞を受賞!                    |
| #4     | 2月4日        | 2月22日       | 放送なし        | 加藤英美里                   |                                                                   |
| #5     | 2月11日       | 3月1日        | 放送なし        | 新谷良子                     |                                                                   |
| #6     | 2月18日       | 3月8日        | 放送なし        | 新谷良子                     | 4月から全国ライブツアーを開催!                                    |
| #7     | 2月25日       | 3月15日       | 3月27日 5月29日 | 小清水亜美                   | 第1回声優アワードサブキャラクター賞女性部門受賞!                  |
| #8     | 3月4日        | 3月22日       | 放送なし        | 小清水亜美                   |                                                                   |
| #9     | 3月11日       | 3月29日       | 4月3日          | 落合祐里香（現：長谷優里奈） | 歌手､グラビアアイドルとしても大活躍!                              |
| #10    | 3月18日       | 4月5日        | 4月10日         | 落合祐里香（現：長谷優里奈） |                                                                   |
| #11    | 3月25日       | 4月12日       | 4月17日         | 水原薫                       | 身に付けているアクセサリーは水原さんの手作り!                     |
| #12    | 4月10日       | 4月19日       | 4月24日         | 水原薫                       | 身に付けているアクセサリーは水原さんの手作り!                     |
| #13    | 4月17日       | 4月26日       | 5月1日          | 野中藍                       | 歌手､ラジオパーソナリティーとしても活動!                          |
| #14    | 4月24日       | 5月3日        | 5月8日          | 野中藍                       | 歌手､ラジオパーソナリティーとしても活動!                          |
| #15    | 5月1日        | 5月10日       | 5月15日         | 近藤隆                       | AMGでは羽多野渉の2期上の先輩!                                     |
| #16    | 5月8日        | 5月17日       | 5月22日         | 近藤隆                       |                                                                   |
| #17    | 5月15日       | 5月24日       | -               | 斎賀みつき                   | 数々の少年・青年役を演じる実力派                                  |
| #18    | 5月22日       | 5月31日       | -               | 斎賀みつき                   | 数々の少年・青年役を演じる実力派 声優のみならず歌手としても活躍中 |
| #19    | 5月29日       | 6月7日        | -               | 白石稔                       | アニメ!歌!お笑い!? なんでもこなすマルチ声優!!                     |
| #20    | 6月5日        | 6月14日       | -               | 白石稔                       | アニメ!歌!お笑い!? なんでもこなすマルチ声優!!                     |
| #21    | 6月12日       | 6月21日       | -               | 水木一郎                     | 「Wikipedia」を元にした 世界一有名な日本人ランキング1位           |
| #22    | 6月19日       | 6月28日       | -               | 水木一郎                     | 「Wikipedia」を元にした 世界一有名な日本人ランキング1位           |
| #23    | 6月26日       | 7月5日        | -               | 水木一郎                     | 「Wikipedia」を元にした 世界一有名な日本人ランキング1位           |
| #24    | 7月3日        | 7月12日       | -               | 小林ゆう                     |                                                                   |
| #25    | 7月10日       | 7月19日       | -               | 小林ゆう                     |                                                                   |
| #26    | 7月17日       | 7月26日       | -               | 金田朋子                     | その声はまさに声優界の秘宝!!                                      |
| #27    | 7月24日       | 8月2日        | -               | 金田朋子                     | その声はまさに声優界の秘宝!!                                      |
| #28    | 7月31日       | 8月9日        | -               | 岩田光央                     | 声優界のゴールデンヨゴレ!!                                        |
| #29    | 8月7日        | 8月16日       | -               | 岩田光央                     | 声優界のゴールデンヨゴレ!!                                        |
| #30    | 8月14日       | 8月23日       | -               | 山本彩乃                     | ドラマや映画などで活躍!新人声優1年生!!                            |
| #31    | 8月21日       | 8月29日       | -               | 山本彩乃                     | ドラマや映画などで活躍!新人声優1年生!!                            |
| #32    | 8月28日       | 9月6日        | -               | 水島大宙                     |                                                                   |
| #33    | 9月4日        | 9月13日       | -               | 水島大宙                     |                                                                   |
| #34    | 9月11日       | 9月20日       | -               | 関俊彦                       |                                                                   |
| #35    | 9月18日       | 9月27日       | -               | 関俊彦                       |                                                                   |
| #36    | 9月25日       | -             | -               | 放送36回記念パーティー!      | 放送36回記念パーティー!                                           |

## 放送局
| 放送地域 | 放送局  | 放送期間                                                                 | 放送日時                                                 | 備考                                                      |
| -------- | ------- | ------------------------------------------------------------------------ | -------------------------------------------------------- | --------------------------------------------------------- |
| 神奈川県 | tvk     | 2009年1月14日 - 2009年3月25日 2009年4月10日 - 2009年9月25日              | 水曜 24:45 - 25:15 金曜 25:15 - 25:45                    | 制作局                                                    |
| 京都府   | KBS京都 | 2009年2月1日 - 2009年9月27日 2009年7月12日 - 2009年7月26日 2009年8月29日 | 日曜 24:00 - 24:30 日曜 24:15 - 24:45 土曜 20:30 - 21:00 | 18日遅れ（2009年3月29日まで） 9日遅れ（2009年4月5日より） |
| 全国放送 | BS11    | 2009年3月13日 - 2009年5月29日                                            | 金曜 24:00 - 24:30                                       | BSデジタル放送局                                          |

## エンディングテーマ
- ヤサシイウソ（#1 - #13）<PV>
- 愛のツェルニ（#14 - ）<PV>
  - 詞・作曲・編曲・歌：Chrome Shelled
  - 共に『鋼殻のレギオス』のエンディングテーマである。
- 愛のツェルニ（#32）<実写>
  - 歌：竹内真一
- ヒ・ミ・ツの☆にゅ～すっ!（#33 - #35）
  - 歌：野水伊織、堀中優希、小林元子、辻岡紗那香、藏合紗恵子
- ヒ・ミ・ツの☆にゅ～すっ!＜ピアノVer＞（#36）

## 主要スタッフ
- エグゼクティブプロデューサー：吉田尚剛（アミューズメントメディア総合学院）
- イラスト：ポンピクンありさ
- 演出：古賀正敏
- 制作プロデューサー：竹田真、根来将男
- プロデューサー：大谷英典（tvk）、市川邦泰、岡本敦行、星野元樹
- 特別協力：角川書店
- 制作協力：Touch pranning、AMG MUSIC
- 製作著作：「アニソン★カフェ ゆめが丘」製作委員会（tvk・アミューズメントメディア総合学院）

## 所品

### DVD
- アニソン★カフェゆめが丘　DVD Vol.0（2009年9月25日発売）